# シャロン・ドレーパー

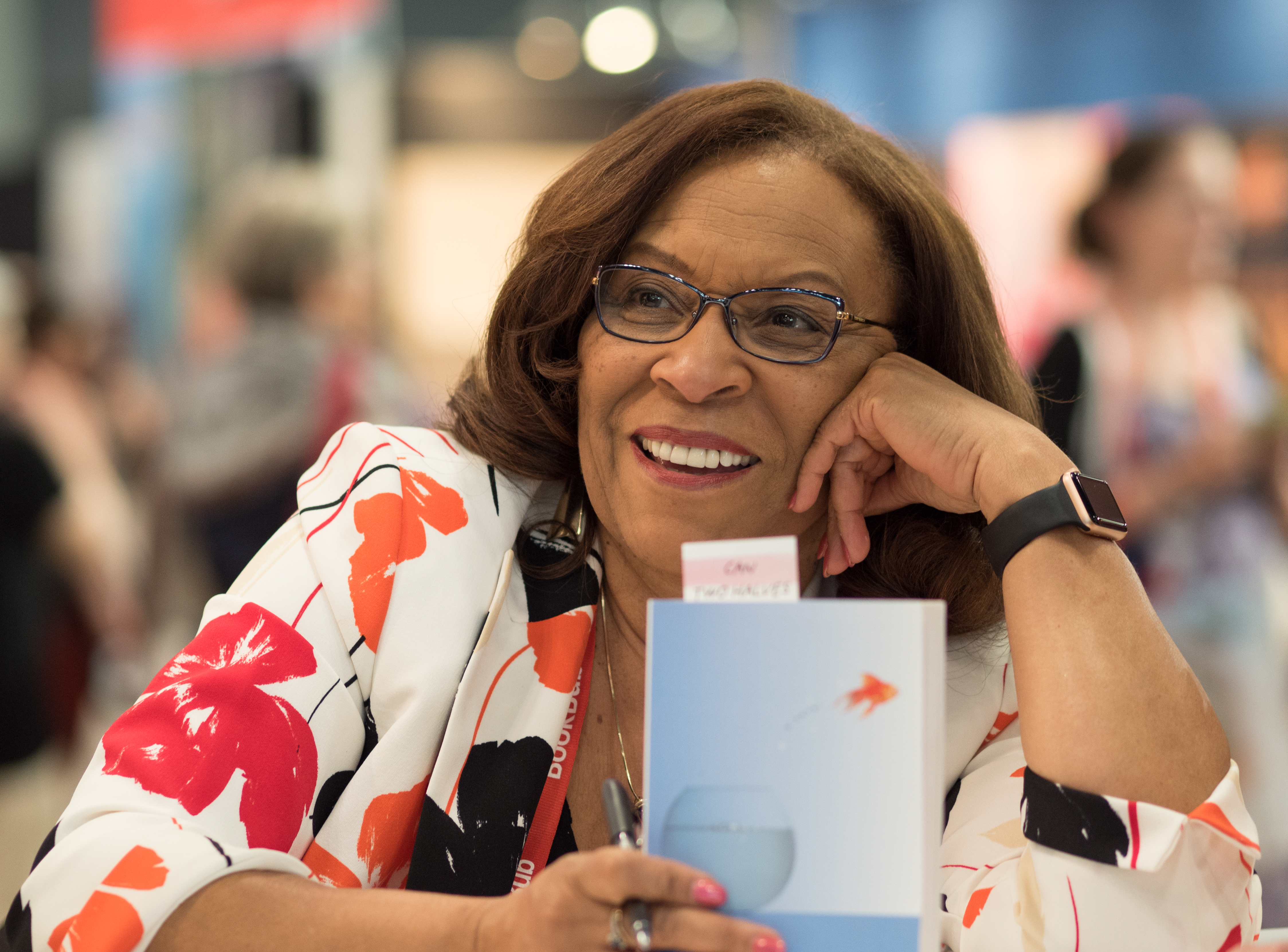
シャロン・ドレーパー（2018年）

シャロン・ドレイパー(Sharon Draper 1948年8月21日- )は、アメリカ合衆国の作家、詩人、プロの教育者である。彼女は教育に関して多くの賞を受賞し、多くの本、詩、短編小説を書いている。1970年から1997年までシンシナティで教師を務め、1991年に作家となり、現在に至る。彼女の最初の作品は、1991年にエボニー誌に掲載された短編「One Small Torch」で、2万人の応募があった短編コンテストの優勝作品である。彼女の執筆では、アフリカ系アメリカ人の男性のキャラクターを選び、アフリカ系アメリカ人の若い男性に声を与えるようにしている。

## 幼少期
シャロン・ドレイパーは、1948年8月21日にオハイオ州クリーブランドで生まれた。一家3人の子供の長女で、仲の良い環境で育つ。

## 教育
シャロン・ドレイパーは、1971年にペパーダイン大学で学士号を取得し、1974年にオハイオ州マイアミ大学で修士号を取得した。

## 教師としての経歴
シャロン・ドレイパーは、1970年から1997年までシンシナティの公立学校の教師として活躍し、1997年のUS Teacher of the Yearを受賞している。シャロン・ドレイパーは、教師という職業を「天職」とし、「教えなければならないから教えるのです。それは私の心と魂の中にあるもので、私の定義の一部なのです。私はどこにいても、結局は教えることになるのです」と言っている。

## 書籍
出版された作品には、以下のものがある。 
- ティアーズ・オブ・ア・タイガー 1994年
- ジギーと黒い恐竜 1995年
- フォージド・バイ・ファイヤー 1996年
- ロミエッテとフリオ 1997年
- ジャズメーション 1999年
- ティーチング・フロム・ザ・ハート 1999年
- Not Quite Burned out but Crispy around the Edges 2001年
- ダークネス・ビフォア・ドーン 2001年
- ダブルダッチ 2002年
- ジェリコの戦い 2003年
- コッパーサン 2006年
- ノベンバー・ブルース 2007年
- アウト・オブ・マイ・マインド  2010年
- わたしの心のなか　　　　　 2014年

## 受賞歴
シャロン・ドレイパーは、教育や執筆活動で多くの賞を受賞している。執筆活動では、コレッタ・スコット・キング創世記賞文学部門（1995年）、アメリカ図書館協会ベスト・ブック・フォー・ヤング・アダルト賞（1995年）を受賞している。また、オハイオ州最優秀教師賞（1997年）、全米最優秀教師賞（1997年）、全米教育基準委員会認定（1995年）、全米教育基準委員会理事（1997年）、全米黒人女性協議会優秀教育賞（1997年）、女性教育者のためのデルタカパガンマ名誉協会を受賞している。